# Tetrapturus
Tetrapturus é um género de peixes perciformes da família Istiophoridae.

## Descrição
Estão validamente descritas as seguintes espécies:
- Tetrapturus albidus, o marlim-branco.
- Tetrapturus angustirostris
- Tetrapturus belone
- Tetrapturus georgii
- Tetrapturus pfluegeri